# 1974
Cette page concerne l'année 1974 (MCMLXXIV en chiffres romains) du calendrier grégorien.
L'année 1974 est une année commune qui commence un mardi.

## En bref
- 25 avril : révolution des Œillets au Portugal.
- 23 juillet : fin de la dictature des colonels en Grèce.

## Relations internationales
- 11-13 février : conférence des pays consommateurs de pétrole à Washington ; ils décident de créer un groupe de coordination énergétique qui se réunit à Bruxelles de mars à novembre[1],[2].
- 3 juillet : traité sur la limitation des essais souterrains d’armes nucléaires[3].
- 19-30 août : conférence des Nations unies sur la démographie, à Bucarest[4].
- 8 octobre : le prix Nobel de la paix est attribué au Japonais Eisaku Satō et à l’Irlandais Sean MacBride[5].
- 1er novembre : fondation de l’Organisation mondiale du tourisme[6].
- 15 novembre : création de l’Agence internationale de l’énergie (AIE)[1].

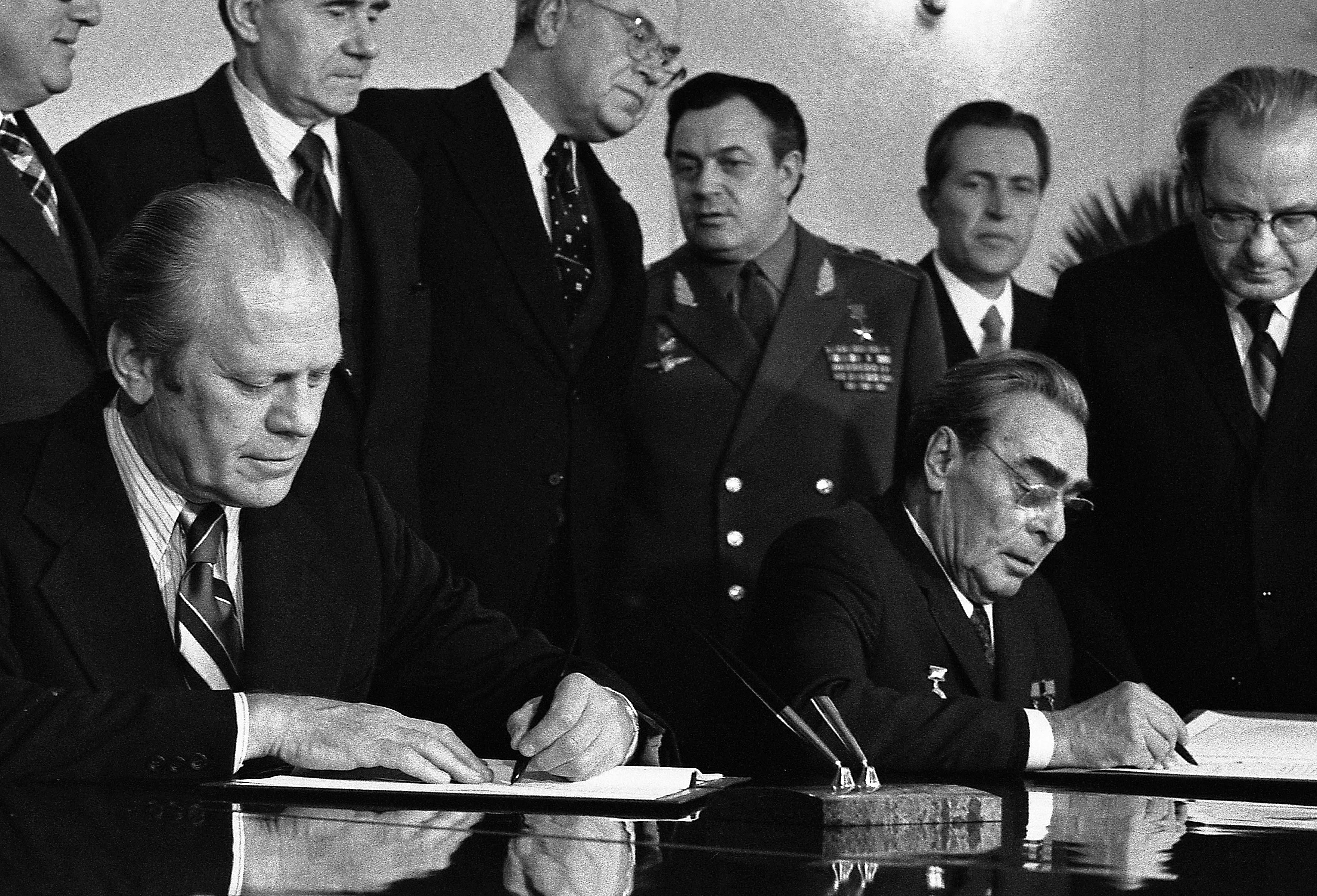
24 novembre : accords de Vladivostok.

- 23-24 novembre : accords de Vladivostok entre les États-Unis et l’URSS pour la reprise des négociations sur la limitation des armements stratégiques (SALT II). Il envisage de limiter à 2 400 le nombre des bombardiers nucléaires et des missiles, dont 1 320 mirvés[3].

## Événements

### Afrique
- 12 janvier : proclamation, à Djerba, par Bourguiba et Kadhafi, d’un projet d’union entre la Tunisie et la Libye qui constitueront une seule République arabe islamique. Il est rapidement abandonné[7].
- 24 janvier : le président de la république du Togo Gnassingbé Eyadema sort indemne de l’accident de l’avion présidentiel à Sarakawa[8].

- 8 février : coup d’État militaire en Haute-Volta. Aboubacar Sangoulé Lamizana suspend la constitution, l’assemblée nationale et toutes les activités politiques. Il constitue un Gouvernement national pour le renouveau composé de 12 militaires et 4 civils[9].
- 14 février : la Somalie adhère à la Ligue arabe[10].
- 26 mars : annonce de la libération de tous les prisonniers politiques au Sénégal[11]. Mamadou Dia, Valdiodio Ndiaye et Ibrahima Sar, enfermés depuis 1963, sortent de prison le 28 mars[12].

- 15 avril : Hamani Diori est renversé au Niger par son chef d’État-major le lieutenant-colonel Seyni Kountché qui instaure un régime militaire et restaure l’économie[13].
- 21 avril : des rebelles Toubou commandés par Hissène Habré enlèvent trois Européens dans le Tibesti au Nord du Tchad. Le médecin allemand Christophe Satewen est rapidement relâché contre rançon, le coopérant français Marc Combe réussit à s’évader, mais l’archéologue française Françoise Claustre reste en détention. Elle n’est libérée contre rançon que le 1er février 1977[14].
- 24 avril : le Parti national remporte pour la septième fois consécutive les élections générales sud-africaines[15]. John Vorster reste au pouvoir.
- 2 juin : une nouvelle Constitution au Mali est adoptée par référendum avec 99,71 % de oui[16]. Les militaires restent seuls au pouvoir avec un parti unique.
- 11 juillet : signature d’un traité d’amitié et de coopération entre la Somalie et l’Union soviétique[17].
- 24 juillet : remaniement ministériel en Côte d’Ivoire[18].
- 31 juillet : Abdoulaye Wade fonde le Parti démocratique sénégalais. Le 8 août, le parti est officiellement reconnu[12]. Le Sénégal connait une période de multipartisme limité (1974-1981).
- Juillet, Mali : 100 000 réfugiés victimes de la sècheresse sont installés dans une trentaine de camps dans les environs de Gao ; en août, des pluies diluviennes mettent fin à la sècheresse[19].

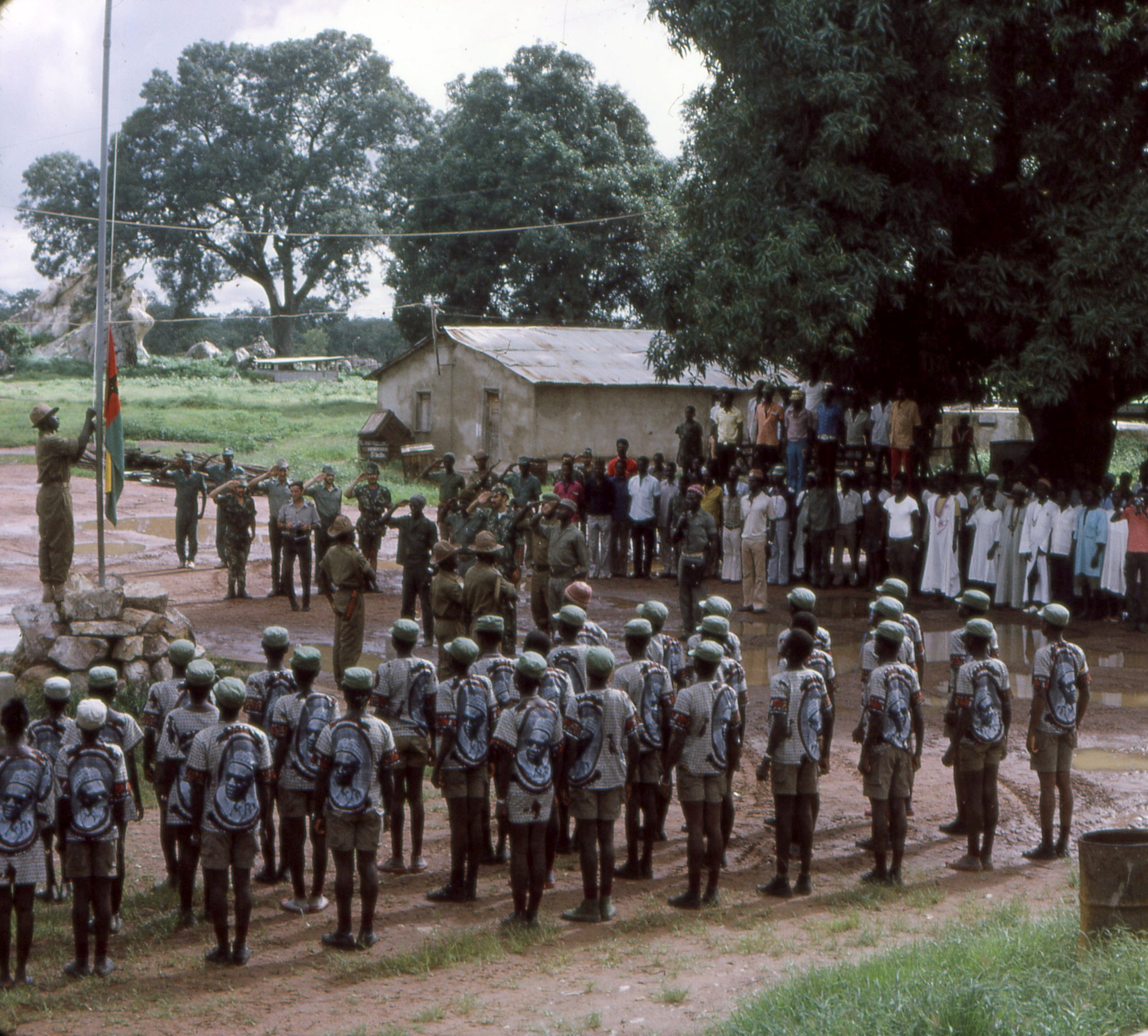
10 septembre : indépendance de la Guinée-Bissau.

- 26 août : accord signé à Alger sur l’indépendance de la Guinée-Bissau et des îles du Cap-Vert[20]. Le 10 septembre, le Portugal reconnaît officiellement l’indépendance à la Guinée-Bissau proclamée unilatéralement le 24 septembre 1973[21].
- 6 septembre : accord de Lusaka sur l’indépendance du Mozambique, fixée au 25 juin 1975, tandis que sur place les combats militaires sont au plus haut[20].

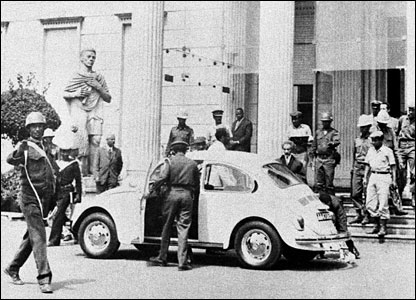
12 septembre : Hailé Sélassié est déposé.

- 12 septembre : révolution éthiopienne. L’empereur d’Éthiopie Hailé Sélassié Ier est renversé par l’armée. Le régime du négus s’effondre, victime de son incapacité à lutter contre la famine et à adopter des réformes politiques et sociales indispensables. La constitution de 1955 est abolie, le Parlement est dissout et des centaines de dignitaires du régime arrêtés[22]. Un conseil militaire (Derg) remplace l’empereur par le prince Asfa Wossen, souverain constitutionnel[23].

- 14 octobre : réélection du président Jomo Kenyatta au Kenya, seul candidat[24].
- 22 octobre : cessez-le-feu entre le FNLA et l’armée portugaise en Angola[25].
- 26-29 octobre : 7e sommet arabe tenu à Rabat. Le président algérien Boumédiène déclare accepter l’accord conclu entre le roi Hassan II du Maroc et le président mauritanien Moktar Ould Daddah pour le partage du Sahara occidental[26].
- 30 octobre : 
  - nationalisation de 120 grandes entreprises étrangères au Zaïre[27].
  - The Rumble in the Jungle, combat de boxe mythique opposant Mohamed Ali et George Foreman au stade Tata Raphael, Kinshasa, Zaïre

- 20 novembre : accident aérien du vol 540 Lufthansa à Nairobi[28].

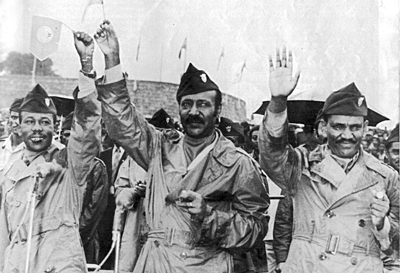
Les dirigeants du Derg en 1974 : Mengistu, Aman Andom et Atnafu Abate.

- 23 novembre, Éthiopie : Aman Andom, chef d'État de facto, est assassiné par le Derg ; le jour même le Derg fait exécuter 57 dignitaires de l'ancien régime. Le 20 décembre, un « Programme en dix points » annonce les buts de la révolution éthiopienne, « nationale » et « socialiste »[22]. Il s’inspire des méthodes maoïstes, nationalise le commerce et l’industrie, collectivise les terres. Il doit faire face aux tensions centrifuges (Érythrée, Ogaden) qui menacent l’intégrité territoriale d’une Éthiopie multiethnique.
- 30 novembre :
  - une équipe d’archéologues dirigée par Yves Coppens, Donald Johanson et Maurice Taïeb découvre 52 ossements d’une australopithèque de 3,2 millions d’années, nommée Lucy en référence à une chanson des Beatles, Lucy in the sky with diamonds[29].
  - la république du Dahomey, présidée par Mathieu Kérékou, adopte l’idéologie marxiste-léniniste comme doctrine officielle[30].

- 16 décembre : des troupes maliennes pénètrent en territoire voltaïque et le sergent Djilou Koussoubé est tué à Gassegalo[31]. Début d’un conflit frontalier entre le Mali et la Haute-Volta (fin en 1985)[32].

### Amérique
- 7 février :
  - indépendance de la Grenade[33].
  - une déclaration en huit points est signée par le Secrétaire d’État américain Henry Kissinger et le ministre panaméen des Affaires étrangères Juan Tack. Elle marque la reprise des pourparlers entre Panama et les États-Unis pour la renégociation du traité de 1903 sur la zone du canal[34].

- 11 mars : « déclaration de principes du gouvernement du Chili »[35] ; les militaires rendent public un « manifeste » dans lequel ils affirment que le régime ne serait pas une parenthèse et qu’ils ambitionnent la création d’une « démocratie purgée de ses vices »[36].
- 12 mars : début du mandat présidentiel de Carlos Andrés Pérez, réformiste au pouvoir au Venezuela (fin en 1979)[37].

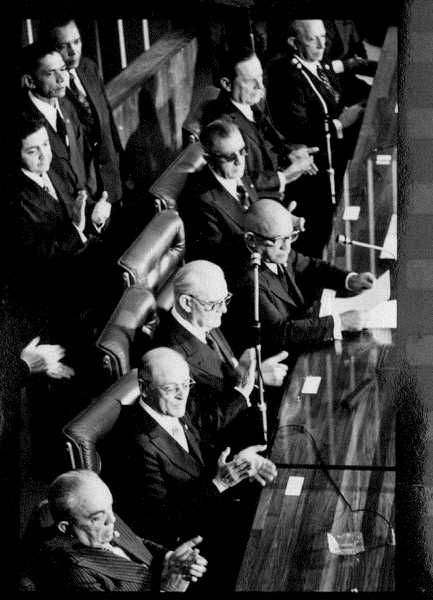
15 mars : le Président Ernesto Geisel lors de son inauguration.

- 15 mars : Ernesto Geisel prend ses fonctions de président du Brésil. Il s’attache à la libéralisation sous contrôle de la vie politique. Arrivé au pouvoir, le général Ernesto Geisel et son conseiller le général Golbery lancent un processus d’ouverture (distensão) qui répond essentiellement à un souci de remédier à des problèmes internes à l’institution militaire[38]. En vue des élections législatives de novembre, la censure de la presse est levée, et les élections sont moins truquées qu’à l’accoutumée.

- 3-4 avril : la pire éruption de tornades, dite du « Super Outbreak », en Amérique du Nord a lieu. Les 148 tornades font 330 morts et 5 484 blessés dans treize États américains et l’extrême sud-ouest de l’Ontario au Canada[39].
- 21 avril : Alfonso López Michelsen remporte l’élection présidentielle colombienne[40].
- 1er juillet, Argentine : mort de Juan Perón qui laisse la place à sa femme Isabel, alors vice-présidente. Comme elle n’a aucune expérience du pouvoir, c’est son conseiller José López Rega qui impose ses vues[41]. Il lance l’escadron de la mort de l’Alliance argentine anticommuniste (AAA) dans la répression politique. L’état de siège est proclamé sur tout le territoire le 6 novembre. Sur le plan économique, l’inflation s’envole. Les différentes factions du péronisme éclatent. Deux groupes péronistes, les Montoneros et la Jeunesse péroniste, annoncent la reprise de la lutte armée. Isabel trouve comme parade de procéder à des augmentations de salaire, ce qui alimente une dangereuse spirale inflationniste[36].
- 30 juillet : le français devient la langue officielle du Québec[42].
- 9 août : démission de Richard Nixon de la présidence de États-Unis, remplacé par le vice-président Gerald Ford, à la suite du scandale du Watergate[43].
- 20 août : institution d’un Programme d’emploi minimum (PEM) au Chili consistant à offrir des travaux d’utilité publique faiblement rémunérés aux chômeurs[44], mise en place en mars 1975.
- 29 août - 10 septembre : ouragan Carmen dans le golfe du Mexique[45].

- 1er septembre : la parodie d’élection au Nicaragua est boycottée par le secteur privé, qui passe dans l’opposition[46]. Anastasio Somoza Debayle est porté au pouvoir (1er décembre)[47].

- 23 octobre : la déclaration de Cocoyoc, au Mexique, condamne l’ordre économique mondial et propose de le refondre pour permettre une meilleure répartition des richesses[48].

- 9 novembre : les civils sont chassés du gouvernement Banzer en Bolivie[49].
- 15 novembre : élections législatives au Brésil. L’opposition au gouvernement militaire, réunie dans le MDB (Movimento Democrático Brasileiro), atteint 50 % des voix aux sénatoriales contre 34,7 % pour le parti officiel ARENA (Aliança Renovadora Nacional)[50]. Le gouvernement réagit en s’assurant le contrôle du travail législatif et en empêchant toute progression de l’opposition.

- 15 décembre : au Nicaragua, l’opposition fonde une Union démocratique de libération (Unión Democrática de Liberación, UDEL)[51]. L’Église catholique critique les exactions des militaires. L’opposition au régime est générale, mais reste divisée quant à la stratégie à adopter : négociation avec Somoza (États-Unis et UDEL) ou abattre le régime (FSLN). Le FSLN lui-même est divisé en trois tendances[36].
- 27 décembre : le Front sandiniste de libération nationale (FSLN), actif depuis 1961, réalise à Managua une spectaculaire prise d’otages de plusieurs diplomates et dignitaires du régime, qui relance ses activités au Nicaragua[52].
- 30 décembre : loi de réforme agraire au Honduras[53] lancée parallèlement à un plan national de développement économique, qui prévoit la participation active de l’État. Le plan bénéficie du soutien des organisations syndicales, mais les secteurs patronaux critiquent l’interventionnisme de l’État qui se concrétise par la création le 29 juillet de la Corporation nationale d’investissements (Corporación Nacional de Inversiones, CONADI)[54],[55].

### Asie et Pacifique
- 3 janvier :
  - Inde : à Ahmedabad, au Gujerat, des élèves d’une école d’ingénieur qui s’insurgent depuis le 20 décembre 1973 contre l’augmentation du prix des repas de la cantine scolaire, affrontent la police qui tente d’intervenir. Certains d’entre eux sont arrêtés. En solidarité, les étudiants de l’université appellent à former un bandh (en) le 10 janvier, qui tourne à l’émeute à Ahmedabad et Vadodara où la police tire sur la foule[56]. Le 25 janvier, les étudiants, rejoints par les syndicats ouvriers, organisent une grève dans tout l’État qui conduit à des affrontements avec la police dans au moins 33 villes. Les émeutes provoquées par la hausse des prix alimentaires se répandent du Gujerat vers le Maharashtra), puis au Bihâr (mars). Le 16 mars, le Gujerat est placé sous le president’s rule (gouvernement direct du pouvoir central)[57].
  - nouvelle Constitution en Birmanie instituant un régime à parti unique. La république populaire socialiste de Birmanie est proclamée après un référendum organisé les 15 et 31 décembre 1973[58].

- 19 janvier : la marine chinoise s’installe aux îles Paracel qu’elle revendique au détriment du Sud Viêt Nam[59].
- 27 janvier - 10 février : le Parti birman du programme socialiste (BSPP) remporte les élections en Birmanie[60]. Le 2 mars, en vertu de la nouvelle Constitution, le pouvoir est transféré du parti unique du Conseil révolutionnaire militaire à une Assemblée du Peuple[58]. Ne Win est élu immédiatement président de la république et Sein Win devient premier ministre et forme un gouvernement avec d’autres anciens dirigeants militaires (fin en 1977)[61]. Les insurrections ethniques qui éclatent dans les États kachin et shan, continuent à refuser l’accès d’importantes régions (surtout la partie birmane du Triangle d’or, fournisseur essentiel du marché mondial de l’opium) au contrôle du gouvernement. L’insurrection du Parti communiste de Birmanie garde le soutien officiel de la Chine. U Nu, réfugié en Thaïlande, appelle sans succès au renversement du gouvernement Ne Win.

- 18 mars : prise d’Oudong, ancienne capitale royale du Cambodge, par les Khmers rouges. La ville est rasée et la plupart de ses 20 000 habitants sont déportés ou exécutés[62].

- 5 avril : un gouvernement provisoire d’union nationale dirigé par Souvanna Phouma et un conseil politique consultatif dirigé par Souphanouvong sont mis en place au Laos[63]. Un accord prévoit le retrait de toutes les forces étrangères et la neutralisation de Vientiane et de Luang Prabang.
- 9 avril : accord tripartite de Simla entre l’Inde, le Bangladesh et le Pakistan. Reconnaissance par le Pakistan de la république populaire du Bangladesh[64].
- 10 avril : Deng Xiaoping, chef de la délégation chinoise à l’ONU, présente la théorie des trois mondes devant l’assemblée générale : les deux superpuissances, les pays développés, le tiers monde dont fait partie la Chine[65].
- 27 avril : le parti du Congrès du Sikkim enlève tous les sièges de l’Assemblée[66].

- 13 mai, Birmanie : début d’une grève des ouvriers du pétrole à Chauk pour de meilleurs salaires. Le 6 juin, la vague de grèves atteint les cheminots et les ouvriers des filatures de Rangoon. Le gouvernement envoie des troupes, qui tirent sur les grévistes[67].
- 18 mai : 
  - premier essai nucléaire indien réalisé à Pokharan, dans le désert du Rajasthan[68].
  - élections fédérales australiennes[69].

- Juillet : la guérilla du Mustang, enclave tibétaine du Népal, est désarmée par l’armée népalaise après que les gouvernements américains et népalais lui ont retiré leur aide[70].

- 5 octobre : une nouvelle Constitution est approuvée par l’assemblée nationale en Thaïlande. Elle légalise les partis politiques à l’exception du Parti communiste[71].
- 19 octobre : indépendance de Niue à la suite d'un accord avec la Nouvelle-Zélande qui institue un régime d’autonomie et de libre association (Niue Constitution Act du 29 août, approuvé par référendum le 3 septembre)[72].

- 5 - 11 décembre : les funérailles du secrétaire général des Nations unies U Thant sont l’occasion de manifestations antigouvernementales en Birmanie[73].
- 9 décembre : Takeo Miki devient premier ministre au Japon[74]. Il lance un plan de redéploiement économique.
- 24-25 décembre : le cyclone Tracy dévaste la ville de Darwin en Australie[75].

### Proche-Orient
- 7-9 janvier : les dix-neuf membres de l’OPEP réunis à Genève décident le gel des prix du pétrole jusqu’au 1er avril[76]. L’Arabie saoudite est disposé à une réduction des prix du brut mais se heurte à l’opposition de l’Algérie, de l’Irak et de l’Iran.
- 18 janvier : accord du « kilomètre 101 » entre Israël et Égypte à la suite de la navette de Henry Kissinger des 10-18 janvier. Les forces israéliennes se retirent sur une ligne distante d’environ 20 km du canal de Suez. Une zone tampon est créée entre les deux armées et occupée par la FUNU[77].

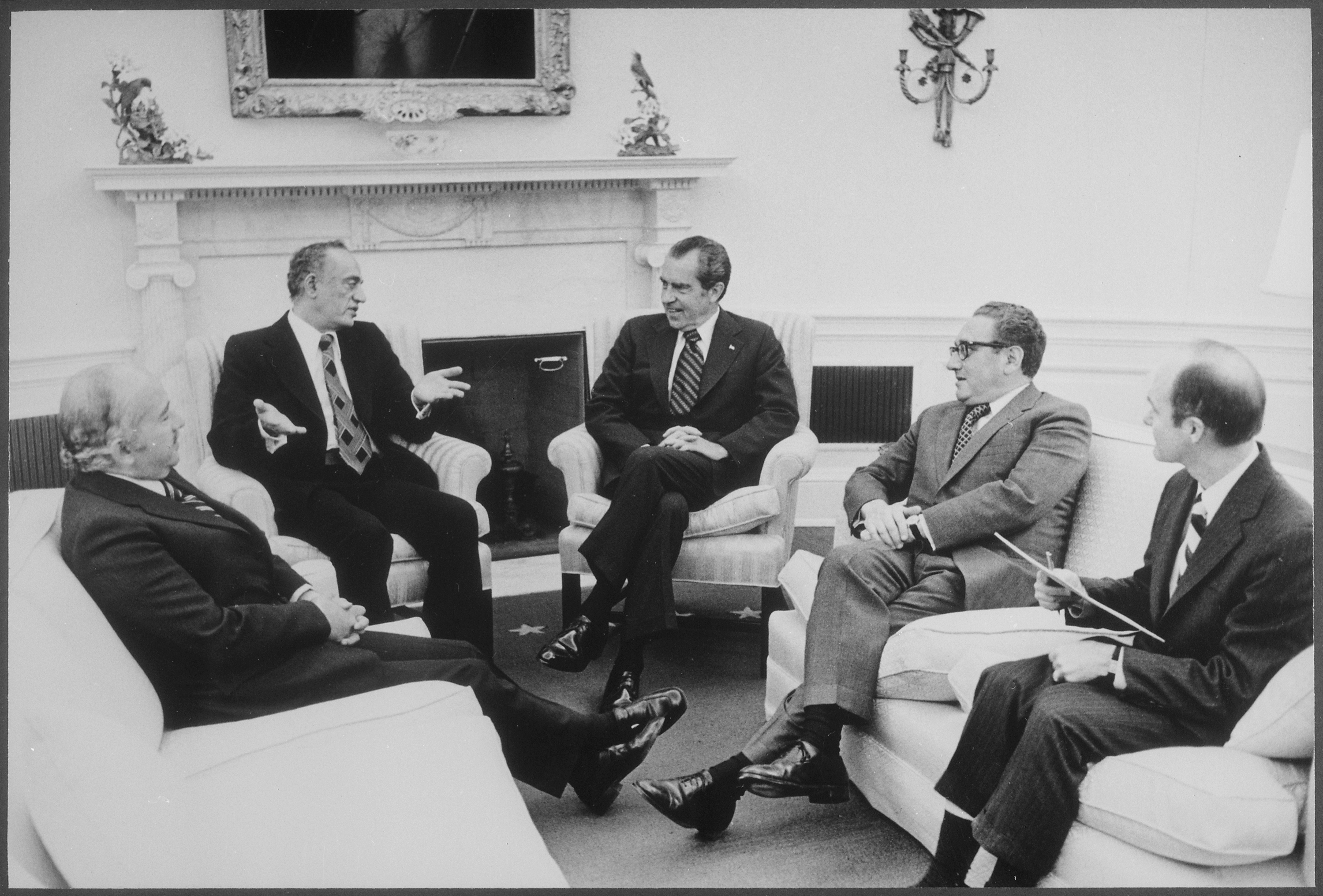
19 février : Nixon et Kissinger avec les ministres des Affaires étrangères arabes Fahmi et Sakkaf.

- 13-14 février : réunion à Alger des chefs d’État d’Algérie, d’Arabie saoudite, d’Égypte et de Syrie. Le 14 ils publient un communiqué qui réaffirme les décisions du VIe sommet de la Ligue arabe de 1973. Les ministres des Affaires étrangères d’Égypte et d’Arabie saoudite, Ismaïl Fahmi et Omar Sakkaf, sont dépêchés à Washington auprès d’Henry Kissinger et du président Nixon (15-19 février)[78]. L’Arabie saoudite conditionne la fin de l’embargo à un désengagement d’Israël du Golan[79]. Israël refuse un retrait total et les tensions reprennent sur le Golan.

- 11 mars : loi établissant une région autonome du Kurdistan irakien, qui place la moitié des populations kurdes hors du périmètre officiel. Le 12 mars, l’insurrection armée kurde, soutenue par l’Iran, reprend[80]. Après les bombardements sur Qaladze (24 avril) Halabja (27 avril) et Galala (29 avril)[81], les forces armées officielles reprennent le contrôle des plaines début mai, mais les régions montagneuses restent entre les mains des rebelles.
- 18 mars : Sadate obtient la levée de l’embargo sur le pétrole[79].

- 18 avril : le « Parti de la libération islamique » commet un attentat contre l’Académie militaire d’Héliopolis, près du Caire, qui vise le président Sadate. Il fait onze morts et 27 blessés[82]. C’est un des premiers attentats perpétrés en Égypte par des groupes islamistes se réclamant de la pensée de Sayyid Qutb. Ils sont démantelés par une répression policière efficace.

- 31 mai : un accord syro-israélien est signé. Les forces israéliennes acceptent de se retirer au-delà de la ligne de juin 1967 en échange de fournitures d’armes américaines[77].

15 juin : Richard Nixon et le roi Fayçal.

- 12 - 18 juin : Richard Nixon effectue au Proche-Orient un voyage triomphal consacrant la diplomatie américaine ; Égypte (12-14), en Arabie saoudite (14-15), Syrie (15, rétablissement des relations diplomatiques), Israël (16-17), Jordanie (17)[83].

- 5 octobre : le gouvernement irakien installe à Erbil la première assemblée régionale kurde composée de partisans du régime baasiste[84].
- 26 - 29 octobre : l’OLP est déclarée par une conférence des chefs arabes à Rabat « seul et unique représentant du peuple palestinien »[85].

- 13 novembre : Yasser Arafat est reçu à l’ONU, l’OLP obtient le statut d’observateur, et le 22 novembre le peuple palestinien se voit reconnaître par l’assemblée générale le droit « à la souveraineté et à l’indépendance nationale »[86].

### Europe
- 1er janvier : retour des institutions locales en Ulster. Le gouvernement est confié à un exécutif associant les unionistes modérés de Brian Faulkner et les nationalistes non-violents du parti travailliste social-démocrate. Une grève générale, lancée le 14 mai par l’Ulster Workers’ Council (UWC) entraîne la chute du Northern Ireland Executive après la démission de Faulkner le 28 mai[87]. L’accord de Sunningdale est caduc[88].
- 3 janvier : quatorzième gouvernement de l’État espagnol présidé par Carlos Arias Navarro[89].
- 19 janvier : la France abandonne la défense des parités fixes, mais ajustables, au profit du flottement autonome du franc[90]. Sa sortie du serpent monétaire européen réduit ce dernier à un mécanisme croupion[91].

- 12 février, Espagne : dans son discours devant les Cortes, le Premier ministre Carlos Arias Navarro annonce un plan de libéralisation : élection de maires et du conseil municipal, élargissement de la fraction élue des Cortes, libéralisation des associations politiques et syndicales. Le projet n’arrivera pas à terme, les franquistes intransigeants en bloquant la réalisation[92].

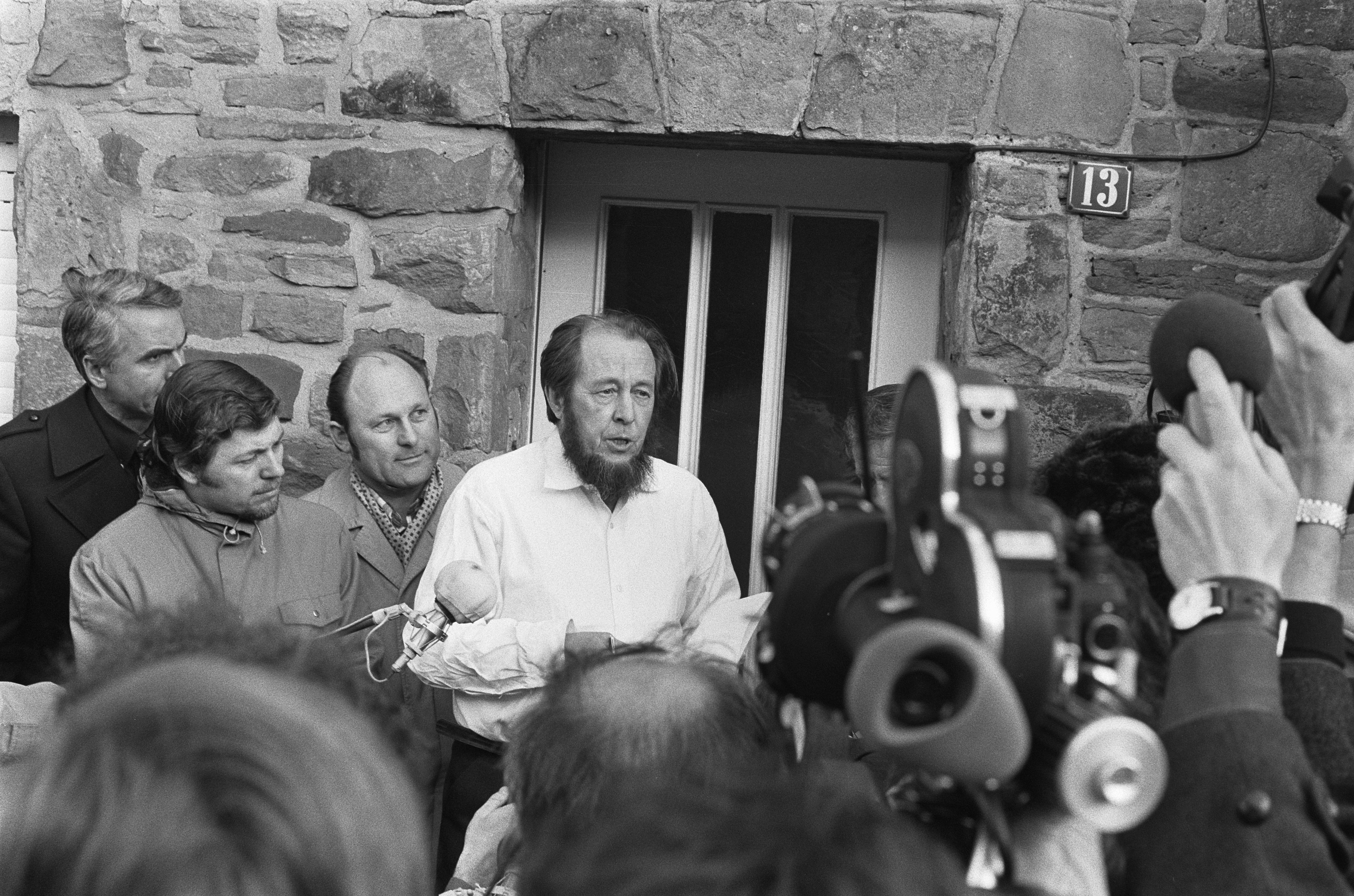
Alexandre Soljenitsyne devant la presse le 14 février.

- 13 février : expulsion d’Alexandre Soljenitsyne, prix Nobel de littérature, à la suite de la publication de L’Archipel du Goulag[93].
- 21 février : en république fédérative socialiste de Yougoslavie, une troisième Constitution renforce l’autonomie de chaque nation, tout en accordant au maréchal Tito le poste de président à vie (16 mai)[94].
- 28 février : défaite des conservateurs aux législatives anticipées au Royaume-Uni, qui ne dégagent pas de majorité nette[95]. Le 4 mars, le travailliste Harold Wilson est nommé Premier ministre du Royaume-Uni (fin en 1976). Il forme un cabinet minoritaire[96].
- 6 mars : fin de la grève des mineurs du charbon au Royaume-Uni[87].
- 10 mars : élections législatives belges[97].
- 14 mars, Portugal : destitution des généraux António Spínola et Francisco da Costa Gomes. Le 16 mars, échec de la mutinerie du 5° régiment d’Infanterie de Caldas da Rainha[98].
- 28 mars : Nicolae Ceaușescu, président de la République populaire roumaine[99].

- 1er avril : James Callaghan, le secrétaire au Foreign Office, réclame une renégociation des conditions d’adhésion de la Grande-Bretagne à la CEE. Après la chute du gouvernement conservateur d’Edward Heath, très favorable à l’Europe, le travailliste Harold Wilson entend renégocier les conditions d’entrée de son pays dans le Marché commun, avant de se contenter, devant le tollé de ses partenaires, de demander l’allégement de la contribution britannique au budget communautaire (compromis de Dublin en mars 1975)[100].

- 25 avril :

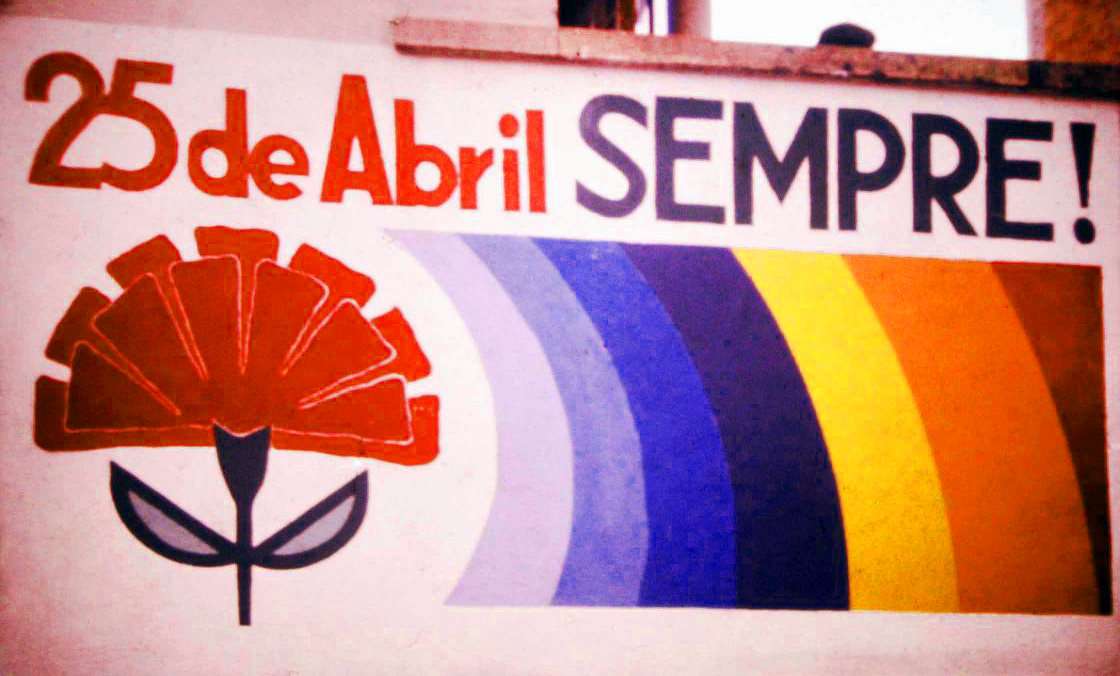
25 avril : Révolution des Œillets.

  - Révolution des Œillets au Portugal. Rébellion de l’armée conduite par de jeunes officiers sous la direction du capitaine Otelo Saraiva de Carvalho. Une junte militaire de sept membres (dont António Spínola et Francisco da Costa Gomes) déclare assumer provisoirement le pouvoir. Marcelo Caetano se rend à Spinola et le président Americo Tomas est mis en état d’arrestation. La démocratie est instituée. La foule envahit les rues de Lisbonne, fraternise avec les militaires qui reçoivent des œillets, dont ils ornent leurs fusils[98].
  - Gouvernement de Léo Tindemans en Belgique (fin en 1978)[101].

- 7 mai : démission du chancelier Willy Brandt en RFA après l’arrestation d’un de ses collaborateurs, Günter Guillaume, pour espionnage au profit de l’Est[102].
- 15 mai : António de Spínola est élu président de la République portugaise. Le 16 mai, Adelino da Palma Carlos forme un Ier gouvernement provisoire (fin le 11 juillet)[103],[104].

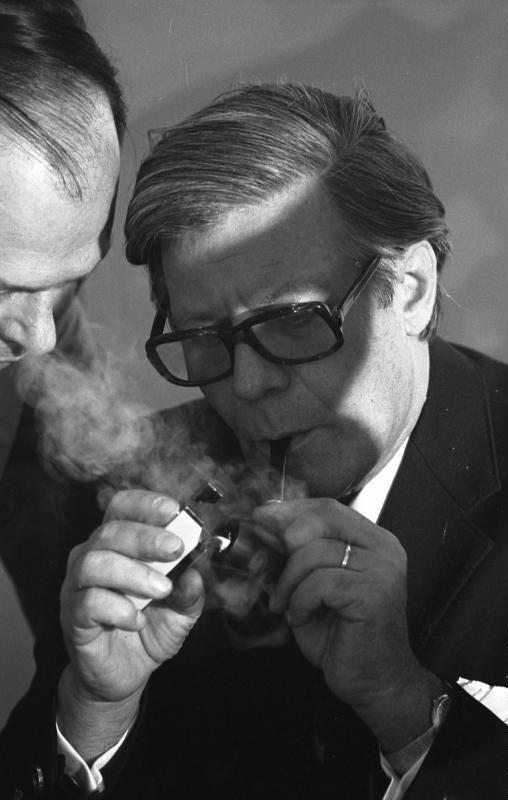
Helmut Schmidt, le 8 mai.

- 16 mai : Helmut Schmidt devient chancelier en RFA[105].
- 17 mai : des attentats de Dublin et Monaghan provoquent 32 morts et une centaine de blessés[106].
- 19 mai : élection de Valéry Giscard d’Estaing à la présidence de la République française[107].
- 23 mai : Paul VI déclare que 1975 sera une Année sainte pour les catholiques (ouverture le 25 décembre)[108].
- 26 juin : sommet de l’OTAN à Bruxelles. Les chefs de gouvernement des pays membres de l’alliance signent une déclaration en 14 points sur les relations atlantiques[109].
- 30 juin : élections législatives islandaises[110].

- 9 juillet-2 septembre, Espagne : intérim assuré par Juan Carlos pendant l’hospitalisation de Franco[111].
- 15 juillet : coup d’État d’extrême droite contre Makarios III à Chypre, jugé trop hostile à la cause du rattachement à la Grèce, suscité par les colonels[112].
- 18 juillet : gouvernement provisoire du colonel Vasco Gonçalves au Portugal (fin en septembre)[104].

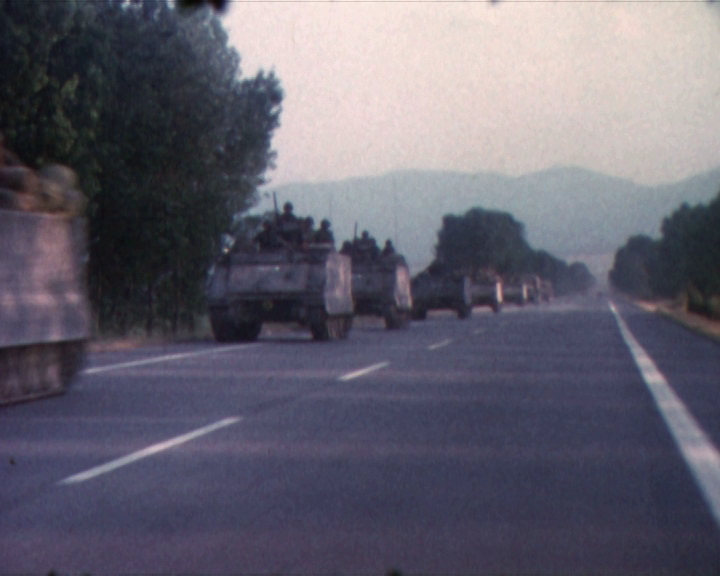
Une colonne de l’armée grecque à Chypre lors du conflit de 1974.

- 20 juillet : débarquement turc dans le nord de Chypre. Le 22 juillet, la Turquie accepte le cessez-le-feu demandé par le Conseil de sécurité des Nations unies[113] ; le régime des colonels est discrédité.
- 23 juillet : effondrement du régime des colonels en Grèce. Konstantínos Karamanlís est rappelé d’exil et forme un gouvernement provisoire[114]. La constitution de 1952 est rétablie. En novembre, la « Nouvelle démocratie », parti libéral de Karamanlís, remporte les élections. En décembre, la république est confirmée par référendum.
- 31 juillet : Trade Union and Labour Relations Act au Royaume-Uni[87]. Harold Wilson lance le « contrat social » pour associer les syndicats à la gestion du pays. Il se montre impuissant à convaincre les syndicats de modérer leurs revendications salariales sous peine de relancer la spirale inflationniste[115]. Le TUC s’oppose fermement à son projet de limiter la hausse des revenus à 5 %.

- 4 août : attentat terroriste d’extrême droite du Rome-Munich[116], faisant douze morts et 48 blessés.
- 14 - 15 août : après l’échec des négociations, la Turquie reprend sa progression à Chypre, occupe 36 % de l’île et refoule vers le sud les populations grecques[113]. Chypre compte alors 80 % de Grecs et 20 % de Turcs.

- 28 septembre, Portugal : échec de la manifestation de la « majorité silencieuse » que le président Spinola à appelé de ses vœux contre le virage à gauche[117].
- 30 septembre : démission du président Spinola au Portugal. Francisco da Costa Gomes le remplace. Vasco Gonçalves forme un IIIe gouvernement provisoire[103].

- 5 octobre : les attentats de l’IRA contre deux pubs de Guildford dans la banlieue de Londres font deux morts et 17 blessés[118].
- 10 octobre : les travaillistes obtiennent une courte majorité aux élections législatives au Royaume-Uni, ce qui confère aux libéraux la position de parti charnière[119].
- 11 - 13 octobre : Felipe González devient secrétaire général du Parti socialiste ouvrier espagnol au congrès de Suresnes[120].

- 17 novembre : la Nouvelle Démocratie de Konstantínos Karamanlís remporte les élections législatives grecques[121]. Karamanlís forme un gouvernement le 21 novembre.
- 21 novembre : les attentats de l’IRA contre deux pubs de Birmingham font 21 morts et 162 blessés[118].
- 29 novembre : Prevention of Terrorism Acts au Royaume-Uni[122].

- 4 décembre : arrêt Van Duyn[123].
- 8 décembre : référendum grec pour le maintien de la république[121].
- 9 décembre : réunis à Paris, les dirigeants des États-membres de la CEE décident de la création du Conseil européen, à l’initiative du président Giscard d’Estaing, et proposent de faire élire le Parlement européen au suffrage universel direct[124].
- 13 décembre : Malte devient une république[125].

## Décès en 1974

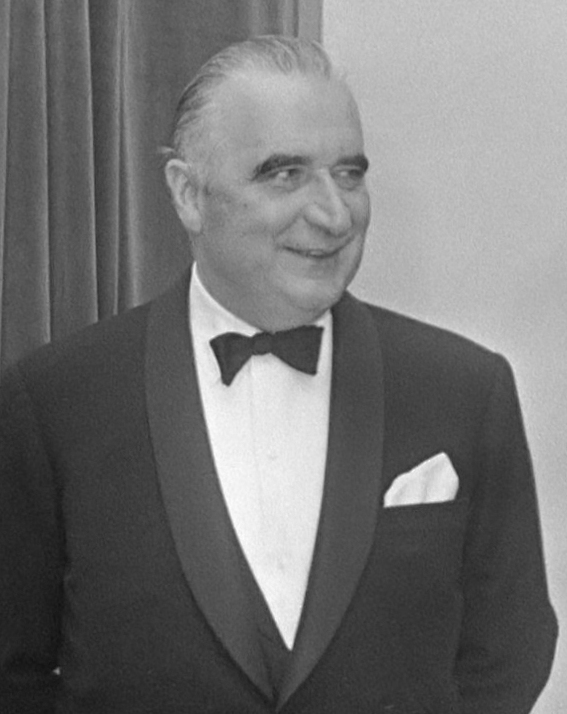
Georges Pompidou.

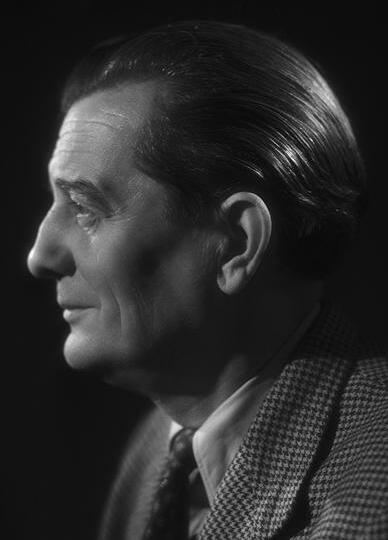
Marcel Pagnol

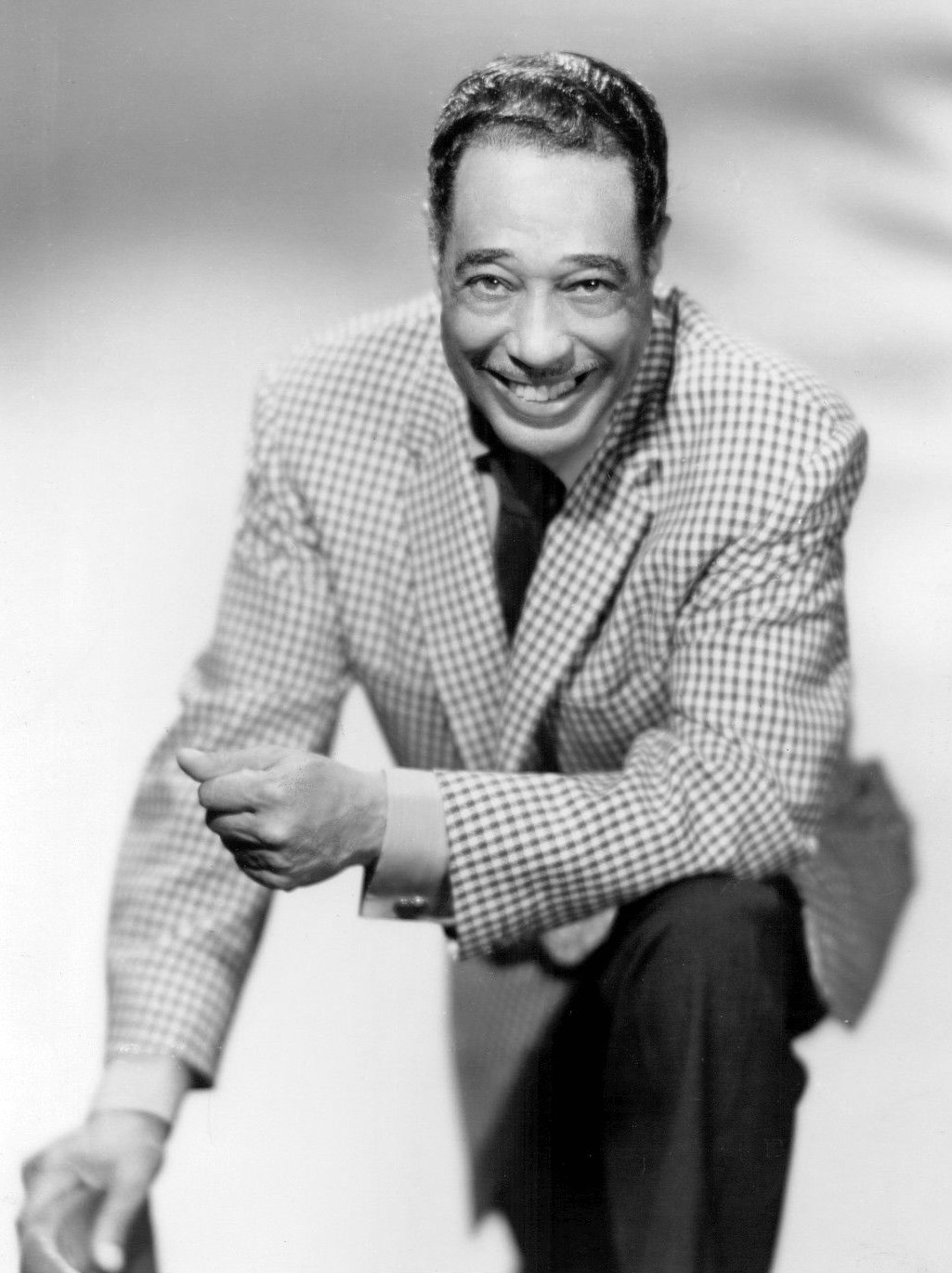
Duke Ellington

Personnalités majeures décédées en 1974
- 2 avril : Georges Pompidou (homme politique français)
- 18 avril : Marcel Pagnol (écrivain et cinéaste français)
- 24 mai : Duke Ellington (pianiste et chef d’orchestre de jazz américain)
- 9 juin : Miguel Ángel Asturias (écrivain et diplomate guatémaltèque)
- 18 juin : Gueorgui Joukov (militaire et homme politique soviétique)
- 22 juin : Darius Milhaud (compositeur français de musique classique)
- 1er juillet : Juan Perón (homme politique et militaire argentin)
- 6 juillet : Francis Blanche (acteur et humoriste français)
- 26 août : Charles Lindbergh (pionnier américain de l’aviation)
- 4 septembre : Marcel Achard (écrivain et dramaturge français)
- 17 septembre : André Dunoyer de Segonzac (peintre et graveur français)
- 24 octobre : David Oïstrakh (violoniste soviétique)
- 13 novembre : Vittorio De Sica (cinéaste et acteur italien)
- 20 décembre : André Jolivet (compositeur français de musique classique)